# Powiat Csorna
Powiat Csorna (węg. Csornai járás) – jeden z siedmiu powiatów komitatu Győr-Moson-Sopron na Węgrzech. Siedzibą władz jest miasto Csorna.

## Miejscowości powiatu Csorna
- Acsalag
- Bágyogszovát
- Barbacs
- Bodonhely
- Bogyoszló
- Bősárkány
- Cakóháza
- Csorna
- Dör
- Egyed
- Farád
- Jobaháza
- Kóny
- Maglóca
- Magyarkeresztúr
- Markotabödöge
- Páli
- Pásztori
- Potyond
- Rábacsanak
- Rábapordány
- Rábasebes
- Rábaszentandrás
- Rábatamási
- Rábcakapi
- Sobor
- Sopronnémeti
- Szany
- Szil
- Szilsárkány
- Tárnokréti
- Vág
- Zsebeháza